# New York Film Critics Circle Awards 2005
La 71ª edizione della cerimonia dei New York Film Critics Circle Awards, annunciata il 12 dicembre 2005, si è tenuta l'8 gennaio 2006 ed ha premiato i migliori film usciti nel corso del 2005.

## Vincitori e candidati

### Miglior film
- I segreti di Brokeback Mountain (Brokeback Mountain), regia di Ang Lee
- A History of Violence, regia di David Cronenberg
- Good Night, and Good Luck, regia di George Clooney

### Miglior regista
- Ang Lee - I segreti di Brokeback Mountain (Brokeback Mountain)
- David Cronenberg - A History of Violence
- Steven Spielberg - Munich

### Miglior attore protagonista
- Heath Ledger - I segreti di Brokeback Mountain (Brokeback Mountain)
- Philip Seymour Hoffman - Truman Capote - A sangue freddo (Capote)
- Viggo Mortensen - A History of Violence

### Miglior attrice protagonista
- Reese Witherspoon - Quando l'amore brucia l'anima - Walk the Line (Walk the Line)
- Emmanuelle Devos - I re e la regina (Rois et reine)
- Zhang Ziyi - 2046 e Memorie di una geisha (Memoirs of a Geisha)

### Miglior attore non protagonista
- William Hurt - A History of Violence
- Mathieu Amalric - Munich
- Terrence Howard - Crash - Contatto fisico (Crash)

### Miglior attrice non protagonista
- Maria Bello - A History of Violence
- Catherine Keener - 40 anni vergine (The 40 Year Old Virgin), La storia di Jack & Rose (The Ballad of Jack and Rose) e Truman Capote - A sangue freddo (Capote)
- Diane Keaton - La neve nel cuore (The Family Stone)

### Miglior sceneggiatura
- Noah Baumbach - Il calamaro e la balena (The Squid and the Whale)
- Larry McMurtry e Diana Ossana - I segreti di Brokeback Mountain (Brokeback Mountain)
- Tony Kushner ed Eric Roth - Munich

### Miglior film in lingua straniera
- 2046, regia di Wong Kar-wai • Cina/Francia/Germania/Hong Kong
- Niente da nascondere (Caché), regia di Michael Haneke • Francia/Austria
- Così fan tutti (Comme une image), regia di Agnès Jaoui • Francia

### Miglior film di saggistica
- Grizzly Man, regia di Werner Herzog
- Il diamante bianco (The White Diamond), regia di Werner Herzog
- La marcia dei pinguini (La Marche de l'empereur), regia di Luc Jacquet
- The Aristocrats, regia di Penn Jillette e Paul Provenza

### Miglior film d'animazione
- Il castello errante di Howl (ハウルの動く城), regia di Hayao Miyazaki
- Wallace & Gromit - La maledizione del coniglio mannaro (Wallace & Gromit: The Curse of the Were-Rabbit), regia di Nick Park e Steve Box
- La sposa cadavere (Corpse Bride), regia di Tim Burton e Mike Johnson

### Miglior fotografia
- Christopher Doyle, Lai Yiu Fai e Kwan Pun Leung - 2046
- Robert Elswit - Good Night, and Good Luck
- Emmanuel Lubezki - The New World - Il nuovo mondo (The New World)

### Miglior opera prima
- Bennett Miller - Truman Capote - A sangue freddo (Capote)
- Miranda July - Me and You and Everyone We Know
- Phil Morrison - Junebug